# علی منوچهری
علی مانوئل منوچهری مقدم کاشان لابوس مشهور به علی مانوئل منوچهری (۱۱ مرداد ۱۳۶۵-وین اتریش ) بازیکن فوتبال ایرانی-اتریشی-شیلیایی است.او پدری ایرانی و مادری شیلیایی دارد و خود متولد اتریش است. 
او یک بازیکن چند منظوره، در هوا قوی، قدرتمند در حال حرکت رو به جلو، سرعت سریع و قدرتمند با شوت‌زنی است اما پست اصلی‌اش دفاع میانی است.

## باشگاه‌های حرفه‌ای
منوچهری تا قبل از انتقال به باشگاه لوانته اسپانیا (تا سال ۲۰۰۷) در کوکیمبو یونیدو بازی می‌کرد. اما او در همان سال دوباره به کوکیمبو یونیدو بازگشت. او در سال ۲۰۰۸ به دپورتس آنتوفاگاستا به‌طور قرضی منتقل شد. تیم‌های بعدی او سانتیاگو مورنینگ، نیوبلنسه و دپورتس کونسپسیون بود.

## بازی های ملی
او سابقه بازی در تیم ملی زیر ۲۳ سال و زیر ۱۹ سال را در کارنامه دارد.